# Claire (rivière)
Pour les articles homonymes, voir Claire.
La Claire est une petite rivière française qui coule dans le département des Ardennes. C'est un affluent de la Vrigne en rive gauche, donc un sous-affluent de la Meuse. 

## Géographie

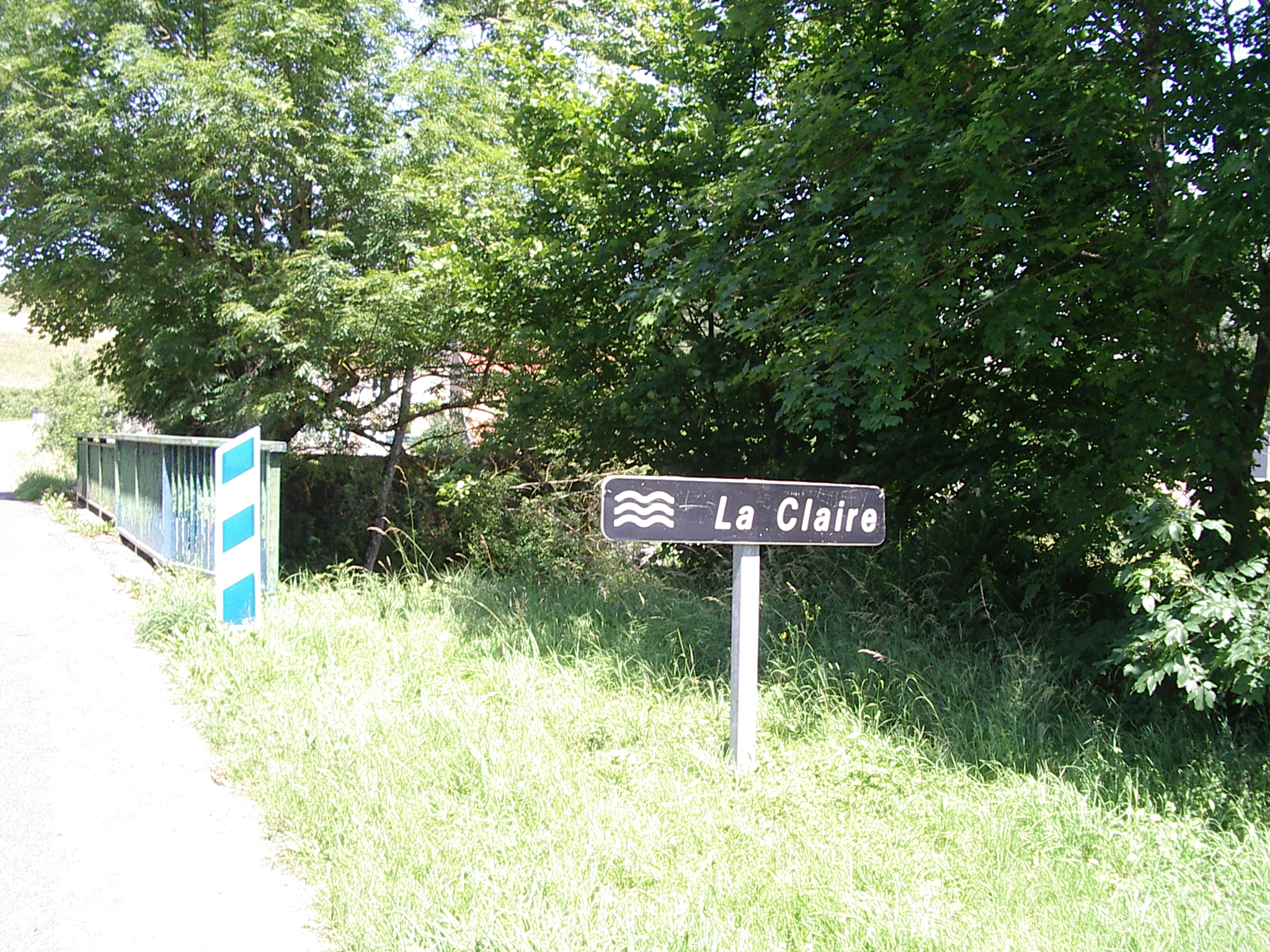
Ruisseau la Claire entre Bosseval-et-Briancourt et la Vrigne-aux-Bois.

De 8,5 km de longueur, la Claire naît dans la forêt de Sedan, à six kilomètres au nord du village de Saint-Menges, à 413 m d'altitude, près de la frontière belge, et du lieu-dit la Fontaine Fleuret. Il s'appelle aussi, pour Géoportail, le ruisseau du Paquis.
Peu après sa naissance, elle prend la direction du sud-ouest qu'elle maintient tout au long de son parcours de plus ou moins neuf kilomètres. 
Après avoir traversé l'Étang de St-Bâle, elle conflue avec la Vrigne en rive gauche, à Vrigne-aux-Bois, à 164 m d'altitude. 

### Communes et cantons traversés
Dans le seul département des Ardennes, la Claire traverse les quatre communes suivantes, de l'amont vers l'aval, de Saint-Menges (source), Donchery, Bosseval-et-Briancourt, Vrigne-aux-Bois (confluence).
Soit en termes de cantons, la Claire prend source dans le canton de Sedan-2, conflue dans le canton de Sedan-1, le tout dans l'arrondissement de Sedan.

### Bassin versant
La Claire traverse une seule zone hydrographique La Vrigne. (B504) de 75 km2 de superficie. Ce bassin versant est constitué à 60,34 % de « forêts et milieux semi-naturels », à 34,34 % de « territoires agricoles », à 60,34 % de « territoires artificialisés »

## Affluent
Le ruisseau de la Claire[pas clair] a un seul affluent référencé :
- le ruisseau du Terne de la Borne ou ruisseau de la Côte Froide (rd), 4,2 km sur les deux communes de Donchery et Bosseval-et-Briancourt, avec un affluent :
  - le ruisseau de Borne du Pilotis (rg), 3 km sur la seule commune de Donchery.
- Géoportail signale aussi en rive gauche le ruisseau des Assimonts

Donc son rang de Strahler est de trois.

## Hydrologie

### La Claire à Vrigne-aux-Bois
Le module de la Claire au niveau de son confluent avec la Vrigne vaut 0,565 m3/s, pour un bassin versant de 26,8 km2 . 

### Lame d'eau et débit spécifique
La lame d'eau écoulée dans ce bassin est de 665 millimètres par an[réf. nécessaire], ce qui est très élevé, même pour la région très arrosée du sud des Ardennes, deux fois supérieur à la moyenne de la France, tous bassins confondus. C'est aussi nettement supérieur à la moyenne du bassin français de la Meuse (450 millimètres par an à Chooz, près de sa sortie du territoire français). Le débit spécifique ou Qsp de la Claire atteint dès lors le chiffre élevé de 21,1 litres par seconde et par kilomètre carré[réf. nécessaire] de bassin versant.